# Arthur Simons (Mediziner)
Arthur Siegfried Simons (* 11. Oktober 1877 in Düsseldorf; † Herbst 1942 bei Raasiku) war ein deutscher Neurologe.

## Leben
Simons studierte Medizin an der Ruprecht-Karls-Universität Heidelberg, der Ludwig-Maximilians-Universität München sowie der Universität Berlin. Er wurde 1903 approbiert und an Universität Leipzig promoviert (Endotheliom der Pleura nach Trauma). Anschließend hatte er verschiedene, zum Teil unbezahlte, Stellungen in Berlin inne. Von 1907 bis 1914 war er Assistent in der Poliklinik von Hermann Oppenheim.
Am Ersten Weltkrieg nahm Simons von 1914 bis 1918 als Sanitätsoffizier teil. 1921 habilitiert, war er ab 1923 als außerordentlicher Professor an der Berliner Universität tätig. Daneben arbeitete er in privater Praxis und als Konsiliarius.

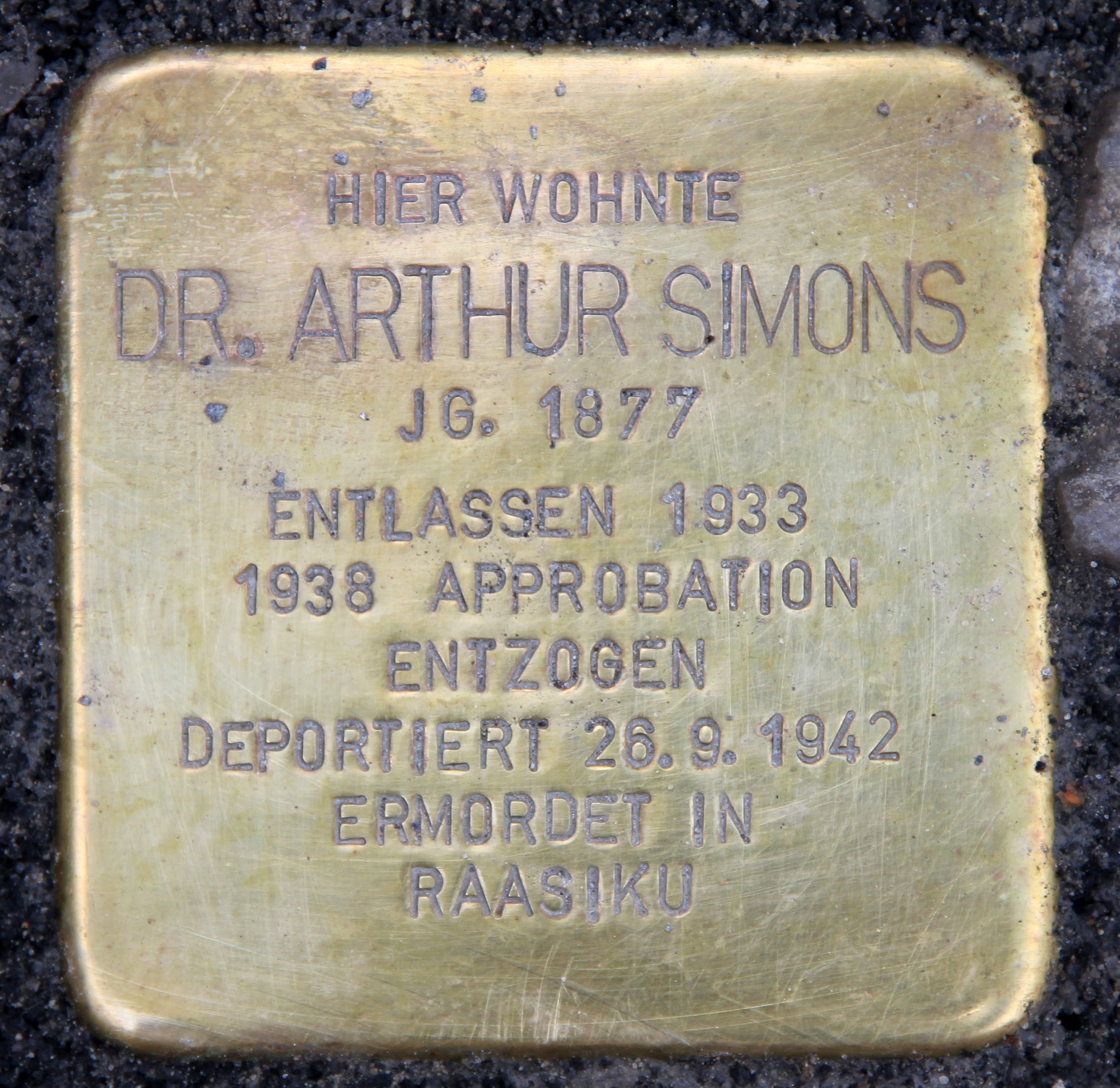
Stolperstein vor dem Haus Kurfürstenstraße 50 in Berlin-Tiergarten

Als Jude war Simon in der Zeit des Nationalsozialismus zunehmender Entrechtung ausgesetzt: Auf Grundlage des Gesetzes zur Wiederherstellung des Berufsbeamtentums wurde ihm 1933 die Lehrbefugnis entzogen und die Stellung an der Charité gekündigt. Erfolglos versuchte er, in das Vereinigte Königreich auszuwandern. Den ärztlichen Beruf durfte er ab 1938 nur noch als „Krankenbehandler“ ausschließlich für jüdische Patienten ausüben. Im September 1942 wurde Arthur Simons verhaftet, am 26. September mit einem Deportationszug in das besetzte Estland deportiert und bei Raasiku ermordet.
Von 1914 bis zur Scheidung 1927 war Simons mit Margarethe Wendland verheiratet. Sein Bruder, der Bakteriologe Hellmuth Simons, konnte 1933 aus dem Deutschen Reich emigrieren und überlebte den Holocaust.
An der Berliner Adresse Kurfürstenstraße 50, von 1916 bis 1942 Wohnort und zeitweise auch Praxissitz Simons’, erinnert seit dem 9. September 2017 ein Stolperstein an den Neurologen.

## Wirken

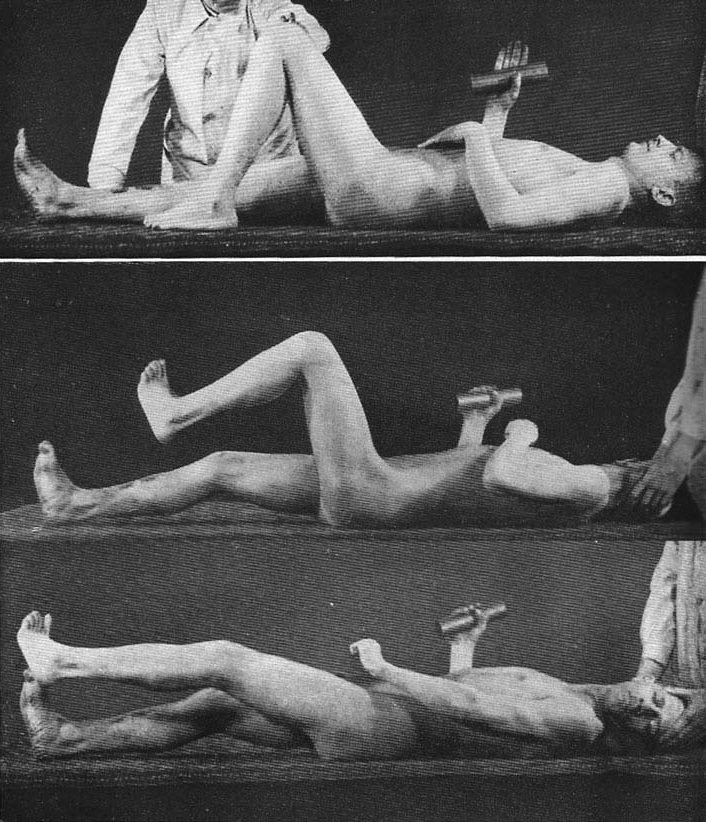
Demonstration (durch Simons) von Mitbewegungen infolge Kopfbewegungen bei Hemiplegikern.

1911 lieferte Simons eine genaue Beschreibung einer jungen Frau, die an einer Lipodystrophie erkrankt war. Das seltene Krankheitsbild wird als Barraquer-Simons-Syndrom bezeichnet.
Simons beschäftigte sich viel mit tonischen Halsreflexen bei Menschen mit Hemiplegie (vollständige halbseitige Lähmung). Diese können bei Bewegung des Kopfes zu Änderungen des Muskeltonus der Extremitäten führen und Mitbewegungen zur Folge haben. Seine ersten Beobachtungen gehen auf das Jahr 1916 zurück, als er einen hemiplegischen Kriegsverletzten untersuchte. Insgesamt hatte er bis in die frühen 1920er Jahre über 600 Patienten dahingehend untersucht und seine Beobachtungen in Übersichtsarbeiten festgehalten. Die Untersuchungen ließ Simons dabei teilweise auf Film festhalten, von denen einer erhalten ist.

## Veröffentlichungen (Auswahl)
- Eine seltene Trophoneurose („Lipodystrophia progressiva“). In: Zeitschrift für die gesamte Neurologie und Psychiatrie. 5, 1911, S. 29ff., doi:10.1007/BF02867054.
- Lipodystrophia progressiva. In: Zeitschrift für die gesamte Neurologie und Psychiatrie. 19, 1913, S. 377ff., doi:10.1007/BF02909904.
- Kopfhaltung und Muskeltonus. In: Zeitschrift für die gesamte Neurologie und Psychiatrie. 80, 1923, S. 499ff., doi:10.1007/BF02866702.